# Amrita Enzinger

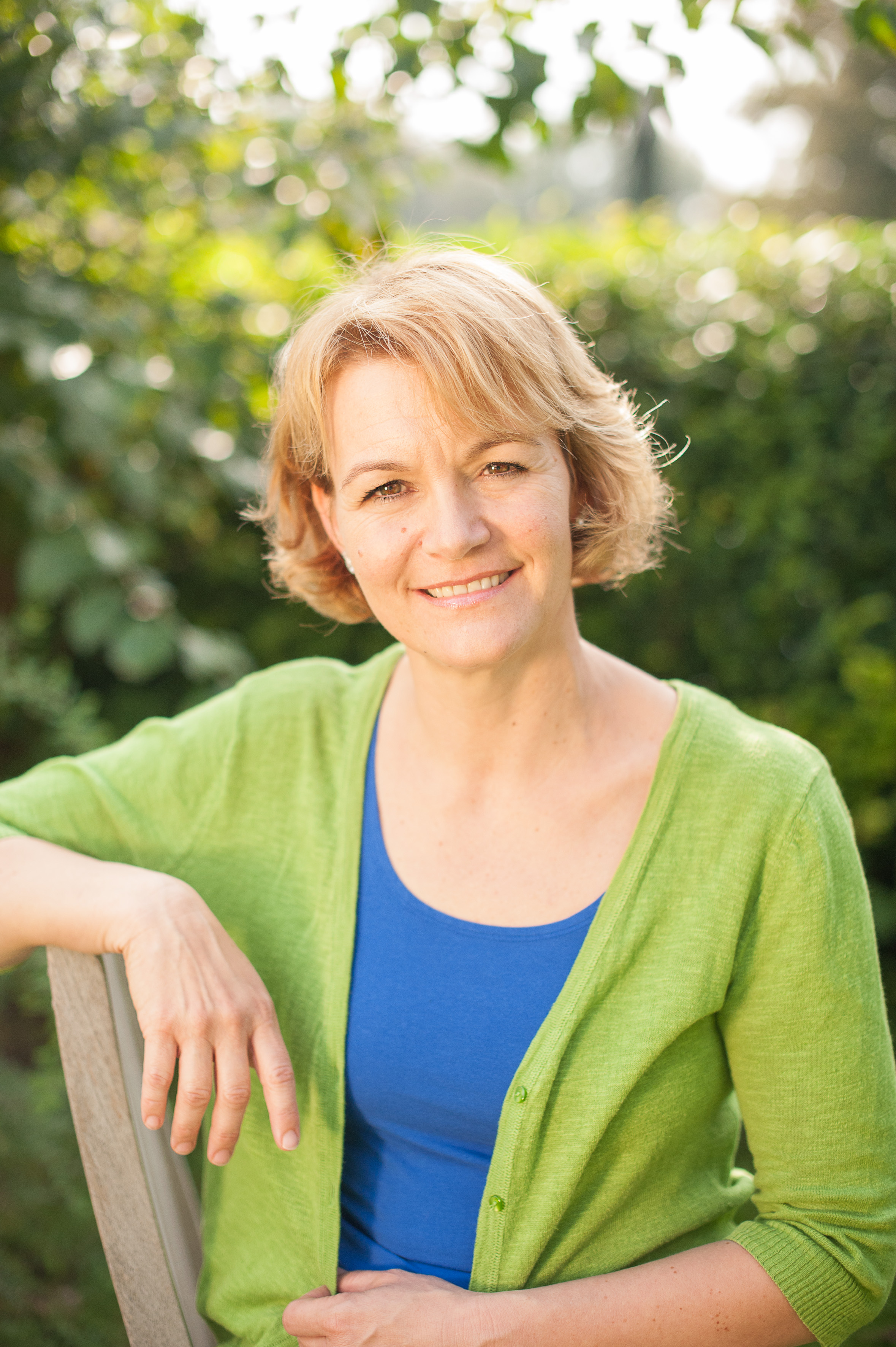
Amrita Enzinger, 2014

Amrita Enzinger (* 5. Oktober 1967 in Knittelfeld) ist eine österreichische Umweltmanagerin und Politikerin (GRÜNE). Enzinger war von 2008 bis 2018 Abgeordnete zum Landtag von Niederösterreich.

## Ausbildung und Beruf
Enzinger besuchte die Volksschule und die Hauptschule in Knittelfeld und besuchte danach die Handelsakademie Judenburg. Nach ihrem Wechsel an die Handelsschule Knittelfeld besuchte Enzinger den Aufbaulehrgang der Handelsakademie Klagenfurt und schloss 2007 ihr Studium Umwelt und Management mit dem Titel Master of Science ab.

## Politik
Seit 1999 engagiert sich Enzinger bei den Grünen in Deutsch-Wagram und zog 2002 in den Gemeinderat ein. Sie ist Fraktionssprecherin und war bis 2005 Landtagswahlkoordinatorin für den Bezirk Gänserndorf. Als weitere innerparteiliche Funktionen hatte sie zudem von 2004 bis 2005 das Amt der Sprecherin für den Bezirk Gänserndorf inne und war von 2003 bis 2005 Bezirksverantwortliche dieser Verwaltungseinheit. Seit 2010 ist sie wieder Bezirkssprecherin und Bezirksverantwortliche im Bezirk Gänserndorf.
In Deutsch-Wagram war Enzinger seit April 2005 Stadträtin und Ausschussvorsitzende für Umwelt und Jugend und hatte zudem von April 2005 bis zum 31. Oktober 2008 das Amt der Vizebürgermeisterin inne. Seit der Wahl im September 2009 bis Juni 2011 war sie Gemeinderätin.
Sie übte innerparteilich die Funktion eines Landesausschussmitglieds (in ihrer Funktion als Abgeordnete zum NÖ Landtag) der Niederösterreichischen Grünen aus und war von November 2005 bis 2008 Mitglied des Landesvorstands der Grünen. Nach dem Rückzug von Martin Fasan folgte ihm Enzinger am 2. Oktober 2008 als Landtagsabgeordnete nach. Zu ihren Fachbereich im Grünen Landtagsklub gehörten die Ressorts Verkehr (Mobilitätssprecherin), Soziales, Raumordnung und Frauen. Bei der Landtagswahl in Niederösterreich 2018 kandidierte Enzinger auf dem vierten Listenplatz der Grünen. Da die Grünen bei der Wahl jedoch eines ihrer vier Mandate verloren, verpasste Enzinger den Wiedereinzug in den Landtag.

## Privates
Amrita Enzinger lebt in Aderklaa. Sie ist verheiratet und Mutter von drei Kindern.

## Auszeichnungen
- 2019: Großes Silbernes Ehrenzeichen für Verdienste um die Republik Österreich[1]